# Pfäffikon (district)
Pfäffikon is een district in het kanton Zürich. De hoofdplaats is Pfäffikon.
Het district omvat de volgende gemeenten:
| Wapenschild       | Postcode en gemeentenaam | Inwoners (2002) | Oppervlakte (km2) | Gemeentenummer |
| ----------------- | ------------------------ | --------------- | ----------------- | -------------- |
| Bauma             | 8494 Bauma               | 4223            | 20,76             | 0171           |
| Fehraltorf        | 8320 Fehraltorf          | 4684            | 9,54              | 0172           |
| Hittnau           | 8335 Hittnau             | 3031            | 12,92             | 0173           |
| Illnau-Effretikon | 8307 Illnau-Effretikon   | 14933           | 25,28             | 0174           |
| Kyburg            | 8314 Kyburg              | 379             | 7,58              | 0175           |
| Lindau            | 8315 Lindau              | 4246            | 11,96             | 0176           |
| Pfäffikon         | 8330 Pfäffikon           | 9708            | 19,54             | 0177           |
| Russikon          | 8332 Russikon            | 3905            | 14,37             | 0178           |
| Sternenberg       | 8499 Sternenberg         | 359             | 8,75              | 0179           |
| Weisslingen       | 8484 Weisslingen         | 2849            | 12,81             | 0180           |
| Wila              | 8492 Wila                | 1832            | 9,21              | 0181           |
| Wildberg          | 8489 Wildberg            | 925             | 10,83             | 0182           |

Affoltern · Andelfingen · Bülach · Dielsdorf · Dietikon · Hinwil · Horgen · Meilen · Pfäffikon · Uster · Winterthur · Zürich